# Jan Johansen (piragüista)
Jan Johansen (Tønsberg, 3 de diciembre de 1944) es un deportista noruego que compitió en piragüismo en la modalidad de aguas tranquilas.
Participó en dos Juegos Olímpicos de Verano en los años 1968 y 1972, obteniendo dos medallas, oro en México 1968 y bronce en Múnich 1972. Ganó tres medallas en el Campeonato Mundial de Piragüismo entre los años 1966 y 1971, y una medalla en el Campeonato Europeo de Piragüismo de 1969.

## Palmarés internacional
| Juegos Olímpicos   | Juegos Olímpicos          | Juegos Olímpicos  | Juegos Olímpicos |
| Año                | Lugar                     | Medalla           | Evento           |
| ------------------ | ------------------------- | ----------------- | ---------------- |
| 1968               | Ciudad de México (México) | Medalla de oro    | K4 1000 m        |
| 1972               | Múnich (RFA)              | Medalla de bronce | K4 1000 m        |
| Campeonato Mundial |                           |                   |                  |
| Año                | Lugar                     | Medalla           | Evento           |
| 1966               | Berlín Oriental (RDA)     | Medalla de plata  | K2 10 000 m      |
| 1970               | Copenhague (Dinamarca)    | Medalla de oro    | K4 10 000 m      |
| 1971               | Belgrado (Yugoslavia)     | Medalla de plata  | K2 10 000 m      |
| Campeonato Europeo |                           |                   |                  |
| Año                | Lugar                     | Medalla           | Evento           |
| 1969               | Moscú (URSS)              | Medalla de plata  | K2 10 000 m      |